# إيهور كولومويسكي
إيهور كولومويسكي (بالأوكرانية: Ігор Валерійович Коломойський)‏ رجل أعمال أوليغارشي وملياردير قبرصي أوكراني من أصل يهودي، والحاكم السابق لدنيبروبتروفسك أوبلاست. ورئيس نادي دنيبرو دنيبروبتروفسك، صُنف كثالث أغنى رجل في أوكرانيا بعد رينات أحمدوف وفيكتور بينتشوك منذ عام 2006، وال 377 أغنى رجل في العالم وفقا لمجلة فوربس اعتبارا من عام 2011. قُدرت ثروته في مارس 2015 بـ1.360.000.000$.